# Trichothurgus shajovskoyi
Trichothurgus shajovskoyi är en biart som beskrevs av Dmitriy Alekseevich Ogloblin 1957. Trichothurgus shajovskoyi ingår i släktet Trichothurgus och familjen buksamlarbin. Inga underarter finns listade i Catalogue of Life.